# Pro et contra
Den latinska termen pro et contra (svenska: för och emot) är ett begrepp som används både inom retorik som beslutsfattning. Det är en metod där man ställer argument för och emot i en fråga, för att sedan komma till ett slutgiltigt ställningstagande.
Pro et contra ska inte förväxlas med pro aut contra (svenska: för eller emot) som inom retoriken faller under persuasiv argumentation där en part argumenterar med sin uppfattning mot någon annan. Argumentationen måste ha ett bestämt mål. Genom att först använda pro et contra för att övertyga den personliga inställningen, agerar snarare pro aut contra som en dialektisk metod, då personen redan tagit ställning för om den är för eller emot. 

## Pro et contra i historien
Genom historien har pro et contra använts för att fatta både stora och små beslut. För svensk historias del använde sig Gustav II Adolf just av pro et contra för att avgöra om svenskarna skulle gå med i trettioåriga kriget eller inte. Det blev vanlig praxis inom den svenska hovretoriken att under Gustav II Adolfs regim föra just en pro et contra-argumentation. Kungen kunde kräva att varje röst som kastades på ett förslag kunde argumenteras för utifrån båda sidor. Efter långa debatter med metoden kom man till slutsatsen att man skulle delta i kriget.